# Cardoso (futebolista)
Joaquim Cardoso Neto, ou simplesmente Cardoso (São Paulo, 27 de junho de 1943) é um ex-futebolista brasileiro que atuava como atacante.

## Carreira
Iniciou sua carreira futebolística no Palmeiras, onde jogou do infantil ao juvenil. No Verdão, Cardoso foi bi-campeão paulista infantil 59, 60 e artilheiro do campeonato, e Bi juvenil 61 e 62.
Em 1963, foi emprestado para o América de Rio Preto, onde disputaria a Segunda Divisão do Paulistão e conquistaria o acesso.
Também em 1963, foi campeão Pan-Americano pela Seleção Brasileira medalhista de ouro. Jogou apenas 1 jogo neste Pan-Americano, na goleada de 10–0 contra os EUA, em 28 de abril de 1963.
Atuou no time principal do Palmeiras entre 1969 e 70. Foram 58 jogos com a camisa alviverde (30 vitórias, 12 empates, 16 derrotas) e 33 gols marcados.
Cardoso encerrou a carreira em 1971.

## Títulos
América-SP
- Campeonato Paulista - Série A2: 1963[2]

Palmeiras
- Campeonato Brasileiro: 1969
- Troféu Ramón de Carranza: 1969[9]

Seleção Brasileira
- Jogos Pan-Americanos: 1963[9]